# Tarsis Bonga
Tarsis Bonga (* 10. Januar 1997 in Neuwied) ist ein deutscher Fußballspieler. Er stand zuletzt bei Rot-Weiß Oberhausen unter Vertrag.

## Karriere
Nach seinen Anfängen in der Jugend bei der TuS Koblenz und dem Bonner SC wechselte er in die Jugendabteilung von Bayer 04 Leverkusen. Im Sommer 2016 ging Bonga zu Fortuna Düsseldorf II Zur Saison 2018/19 wechselte er zum Drittligisten FSV Zwickau. Dort kam er auch zu seinem ersten Einsatz im Profibereich und für den FSV Zwickau, als er am ersten Saisonspieltag am 28. Juli 2018 gegen den Halleschen FC auflief und gleich einen Einstand nach Maß hatte, als er in der 39. Minute sein erstes Tor für Zwickau erzielte.
Zur Saison 2019/20 verblieb Bonga in der 3. Liga, schloss sich jedoch dem Aufsteiger Chemnitzer FC an. Zur folgenden Saison 2020/21 wechselte er zum VfL Bochum in die 2. Bundesliga. Er unterzeichnete einen Vertrag bis 2023. Mit seinem Verein stieg er am Ende der Saison 2020/21 in die Bundesliga auf.
Kurz vor dem Rückrundenstart der 2. Bundesliga 2022/23 verpflichtete ihn Eintracht Braunschweig bis zum Ende der Saison. Hier kam er auf 13 Einsätze, zumeist als Einwechselspieler und konnte dabei jedoch keinen Treffer erzielen. 
Im Sommer 2023 wechselte er in die 3. Liga zum TSV 1860 München. Im Januar 2024 wurde sein Vertrag aufgelöst. Daraufhin schloss er sich dem Ligakonkurrenten Hallescher FC an, den er am Saisonende nach dem Abstieg in die Regionalliga Nordost wieder verließ.
Anfang Oktober 2024 schloss er sich als vertragsloser Spieler Rot-Weiß Oberhausen an. Nach einer Saison verließ er den Verein wieder.

## Erfolge
Vfl Bochum
- Meister der 2. Bundesliga und Aufstieg in die Bundesliga: 2020/21

## Persönliches
Bonga wurde in Neuwied geboren, wuchs jedoch mit seiner aus dem Kongo stammenden Familie im Koblenzer Stadtteil Lützel auf. Sein jüngerer Bruder Isaac ist professioneller Basketballspieler und wurde 2023 mit Deutschland Basketballweltmeister.